# Werner Janensch
Werner Ernst Martin Janensch, född 11 november 1878 i Herzberg (Elster), död 20 oktober 1969 i Berlin, var en tysk paleontolog och geolog.   
Janenschs är mest berömd för att ha lett en expedition tillsammans med Edwin Hennig till Tendaguru-bäddarna i det som idag är Tanzania. De grävde fram stora mängder fossil efter dinosaurier från yngre krita, bland annat flera kompletta skelett av Brachiosaurus, det vid den tiden största kända djuret någonsin. Janensch hittade och namngav flera nya släkten inom dinosauria, såsom Dicraeosaurus (år 1914) och Elaphrosaurus (år 1920).
Werner Janensh var också intendent på Museum für Naturkunde i Berlin.

## Publikationer
- Janensch, W. 1914. Übersicht über die Wirbeltierfauna der Tendaguruschichten, nebst einer kurzen Charakterisierung der neu aufgeführten Arten von Sauropoden. Archiv für Biontologie 3(1):81-110.
- Janensch, W. 1920. Ueber Elaphrosaurus bambergi und die Megalosaurier aus den Tendaguru-Schichten Deutsch-Ostafrikas. Sitzungsberichte der Gesellschaft naturforschender Freunde zu Berlin 1920:225-235.
- Janensch, W. 1922. Das Handskelett von Gigantosaurus robustus und Brachiosaurus brancai aus den Tendaguru-Schichten Deutsch-Ostafrikas. Centralblatt für Mineralogie, Geologie und Paläontologie 1922(15):464-480.
- Janensch, W. 1925. Die Coelurosaurier und Theropoden der Tendaguru-Schichten Deutsch-Ostafrikas. Palaeontographica, Supplement 7 I(1):1-99.
- Janensch, W. 1926. Ueber Magensteine bei Dinosauriern aus Deutsch-Ostafrika. Sitzungsberichte der Gesellschaft naturforschender Freunde zu Berlin 1926:34-36.
- Janensch, W. 1929a. Die Wirbelsäule der Gattung Dicraeosaurus. Palaeontographica, Supplement 7 (I, 2):39-133.
- Janensch, W. 1929b. Ein aufgestelltes und rekonstruiertes Skelett von Elaphrosaurus bambergi. Mit einem Nachtrag zur Osteologie dieses Coelurosauriers. Palaeontographica, Supplement 7 I(2):279-286.
- Janensch, W. 1929c. Magensteine bei Sauropoden der Tendaguruschichten. Palaeontographica, Supplement 7 1(2):137-143.
- Janensch, W. 1929d. Material und Formengehalt der Sauropoden in der Ausbeute der Tendaguru-Expedition. Palaeontographica, Supplement 7 (I, 2):3-34.
- Janensch, W. 1931. Ein neu aufgestelltes Dinosaurier-Skelett vom Tendaguru in Deutsch-Ostafrika. Forschung und Fortschritte.
- Janensch, W. 1932. Das Zungenbein der Dinosaurier. Sitzungsberichte der Gesellschaft naturforschender Freunde zu Berlin 1932:229-234.
- Janensch, W. 1934. Eine halbseitige überzählige Wirbelbildung bei einem Dinosaurier. Sitzungsberichte der Gesellschaft naturforschender Freunde zu Berlin 1934:458-462.
- Janensch, W. 1935. Ein aufgestelltes Skelett von Dicraeosaurus hansemanni. Palaeontographica, Supplement 7 (I, 2):301-308.
- Janensch, W. 1935-36. Die Schädel der Sauropoden Brachiosaurus, Barosaurus und Dicraeosaurus aus den Tendaguru-Schichten Deutsch-Ostafrikas. Palaeontographica, Supplement 7 1(2):147-298.
- Janensch, W. 1936. Über Bahnen von Hirnvenen bei Saurischiern und Ornithischiern, sowie einigen anderen fossilen und rezenten Reptilien. Palaeontologische Zeitschrift 18:181-198.
- Janensch, W. 1937. Skelettrekonstruktion von Brachiosaurus brancai aus den Tendaguru-Schichten Deutsch-Ostafrikas. Zeitschrift der Deutschen Geologischen Gesellschaft 89(8/9):550-552.
- Janensch, W. 1938. Gestalt und Größe von Brachiosaurus und anderen riesenwüchsigen Sauropoden. Der Biologe 7(4):130-134.
- Janensch, W. 1939. Der sakrale Neuralkanal einiger Sauropoden und anderer Dinosaurier. Palaeontologische Zeitschrift 21(3):171-193.
- Janensch, W. 1947. Pneumatizität bei Wirbeln von Sauropoden und anderen Saurischiern. Palaeontographica, Supplement 7 (I, 3):1-25.
- Janensch, W. 1950a. Die Skelettrekonstruktion von Brachiosaurus brancai. Palaeontographica, Supplement 7 (I, 3):97-103.
- Janensch, W. 1950b. Die systematische Stellung des Ornithopoden Dysalotosaurus aus den Tendaguruschichten. Neues Jahrbuch für Geologie und Paläontologie, Monatshefte 1950:286-287.
- Janensch, W. 1950c. Die Wirbelsäule von Brachiosaurus brancai. Palaeontographica, Supplement 7 (I, 3):27-93.
- Janensch, W. 1955. Der Ornithopode Dysalotosaurus der Tendaguruschichten. Palaeontographica, Supplement 7 I(3):105-176.
- Janensch, W. 1961. Die Gliedmaszen und Gliedmaszengürtel der Sauropoden der Tendaguru-Schichten. Palaeontographica, Supplement 7 (I, 3):177-235.